# Бородин, Владимир Александрович
Влади́мир Алекса́ндрович Бороди́н (род. 3 марта 1947, Липецк, Воронежская область) — советский футболист, игравший на позиции защитника и полузащитника. Выступал за такие клубы, как «Металлург» Липецк, «Уралмаш» Свердловск (ныне ФК «Урал» Екатеринбург), и «Искра» Смоленск. Родной брат Александра Бородина, также футболиста.
В 1969 году, в сезоне выступления «Уралмаша» в Высшей лиге СССР, провёл за команду 24 матча, забил два гола.
Закончил карьеру профессионального футболиста в 1977 года. С этого времени является тренером СДЮШОР команды «Металлист» в родном Липецке.